# Bank Spółdzielczy w Rzeszowie
Bank Spółdzielczy w Rzeszowie – bank spółdzielczy z siedzibą w Rzeszowie, w województwie podkarpackim, w Polsce. Bank zrzeszony jest w Grupie Banku Polskiej Spółdzielczości S.A..

## Historia
15 grudnia 1870 rozpoczęło działalność Towarzystwo Zaliczkowe dla Miasta Rzeszowa i Powiatu Rzeszowskiego. Już kilkanaście lat po powstaniu Towarzystwo prowadziło na tyle prężną działalność, aby podjąć współpracę z Galicyjskim Bankiem Krajowym w zakresie zastępczej obsługi bankowej w sąsiednich powiatach. W 1895 Towarzystwo zakupiło budynek pod swoją siedzibę.
Załamanie działalności Towarzystwa nastąpiło w wyniku krachu gospodarczego spowodowanego I wojną światową i wielkim kryzysem w latach 30. Wyjście z kryzysu nastąpiło w 1935.
Po II wojnie światowej instytucja zmieniła nazwę na Towarzystwo Zaliczkowe i Kredytowe w Rzeszowie. Nastanie komunizmu to okres ograniczenia suwerenności banków spółdzielczych. W 1950 reforma bankowa wymusiła zmianę nazwy na Gminna Kasa Spółdzielcza w Rzeszowie. Na jej podstawie przyłączono do niej kasy Stefczyka z okolicznych miejscowości. W 1956 po raz kolejny zmieniono nazwę na Bank Spółdzielczy Rolników i Rzemieślników w Rzeszowie, a w 1973 na Bank Spółdzielczy w Rzeszowie. W latach 80. oddziały banku usamodzielniały się, tak że od 1985 bank prowadził działalność wyłącznie w Rzeszowie.
1 października 1999 do banku przyłączono Bank Spółdzielczy w Sieniawie. Bank Spółdzielczy w Rzeszowie już w 2001, jako jeden z pierwszych banków w Polsce, wprowadził możliwość obsługi rachunków przez Internet.

## Władze
W skład zarządu banku wchodzą:
- prezes zarządu
- wiceprezes zarządu
- członek zarządu.

Czynności nadzoru banku sprawuje 10-osobowa rada nadzorcza.

## Placówki
- centrala w Rzeszowie, ul. płk Leopolda Lisa Kuli 16
- oddziały:
  - Sieniawa
  - Rzeszów
- filie:
  - Adamówka
  - Sieniawa
  - Rzeszów